# 눈의 여왕 5: 스노우 프린세스와 미러랜드의 비밀
《눈의 여왕 5: 스노우 프린세스와 미러랜드의 비밀》(영어: The Snow Queen & The Princess)는 2022년에 개봉한 러시아의 모험, 판타지, 애니메이션 영화이다. 안드레이 코렌코프와 알렉세이 트시칠린이 감독과 각본을 맡았다. 대한민국은 2022년 12월 22일에 개봉되었다.

## 출연진

### 주연

#### 한국어 목소리
- 박시윤 - 아일라 목소리 역
- 최정현 - 눈의 여왕 역

### 조연

#### 한국어 목소리
- 김소희 - 겔다 역
- 서정익 - 카이 역
- 김한나 - 알피다 역
- 정성원 - 로렌 역